# کامیزیاک
شهر کامیزیاک (به روسی: Камызяк) در کشور روسیه و در اوبلاست آستراخان واقع شده‌است.